# Suikerriet

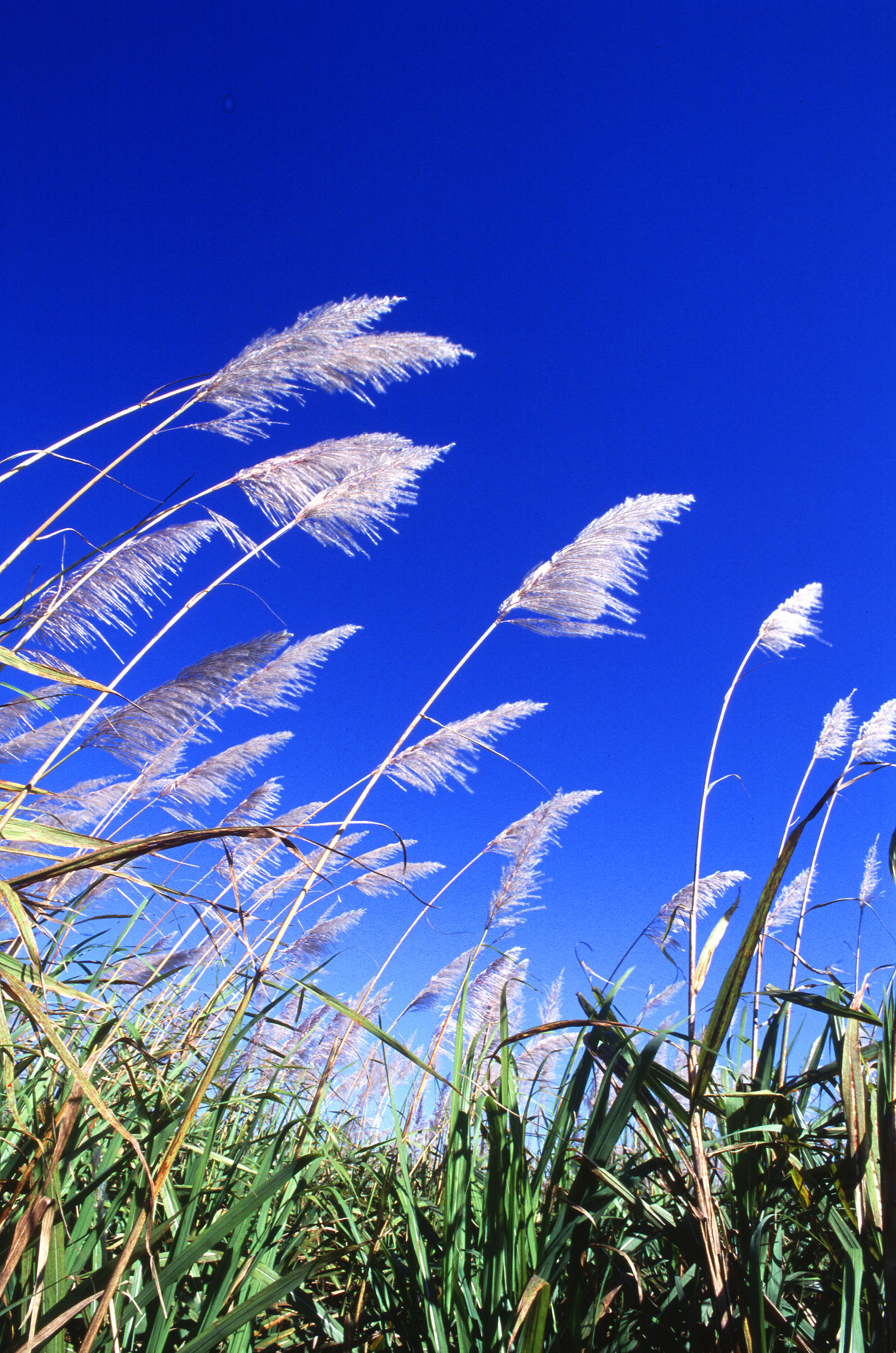
suikerrietveld

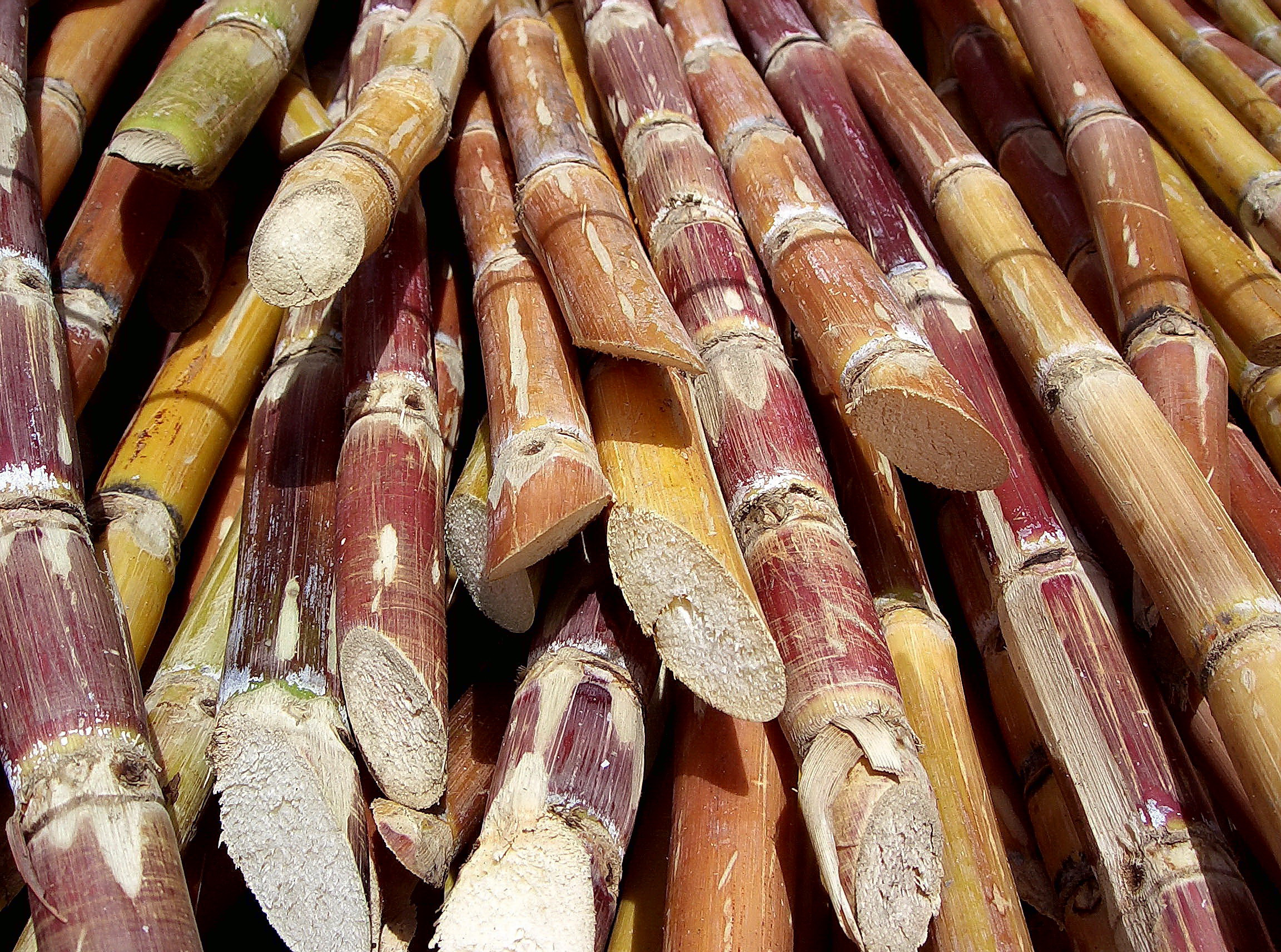
Gesneden suikerrietstengels

Suikerriet (Saccharum officinarum) is een cultuurgewas dat behoort tot de grassenfamilie (Gramineae of Poaceae). Net als bij andere cultuurgewassen gaat het hier niet om een natuurlijke soort, maar om een verzameling van (vele) kweekproducten. Deze zijn terug te voeren op de wilde soort Saccharum robustum (met al dan niet een invloed van Saccharum spontaneum). In het verleden zijn soms Saccharum barberi en Saccharum sinense als afzonderlijke soorten voorgesteld, maar deze namen gelden nu als synoniemen. Suikerriet vormt de bron van rietsuiker en daarvan afgeleide producten. Het is economisch gezien een belangrijk gewas. Tot de ontdekking van de bietsuiker was het sap uit suikerriet de enige bron van tafelsuiker.

## Suikerrietcultuur

### Planten
De suikerrietplant moet om de vijf à zes jaar vernieuwd worden. In 2011 werd in Brazilië nog circa 70% van het suikerriet handmatig geplant. Handmatig worden nieuwe stengels met een lengte van circa 50 centimeter in de grond geplaatst en met zand afgedekt. Dit is arbeidsintensief en zwaar werk.
Door mechanisatie zal dit percentage naar verwachting sterk dalen. Met een tractor en plantmachine kan hetzelfde werk veel efficiënter worden gedaan. De plantmachine maakt in een arbeidsgang een gat in de grond, plaatst de stengel, voegt kunstmest en insecticiden toe en dekt het geheel met grond af. Een bijkomend economisch voordeel is dat met kleinere stengels gewerkt kan worden waardoor de kosten verder dalen.
De planten groeien op tot meer dan manshoog en de stengels zijn na een jaar oogstrijp. De stengels kunnen 6 m lang en 5 cm dik in doorsnee worden.

### Oogsten
Tijdens de oogst wordt de plant vlak bij de grond afgehakt. Voor de oogst worden in veel landen gifslangen uit een suikerrietveld verdreven door onder de planten liggende verdroogde bladeren in brand te steken. De suiker bevattende stengel wordt daarbij nauwelijks aangetast. In bijvoorbeeld Mauritius en Zuid-Afrika is het branden nog standaardpraktijk; enkel in de buurt van bewoonde centra worden er voorwaarden aan gesteld. In Brazilië is het verbranden van het suikerrietblad vlak voor de oogst niet meer toegestaan vanwege de aanslag op het milieu. Ook het oogsten van het riet gebeurt in toenemende mate mechanisch. Oogstmachines doen dan het zware werk. De geoogste stengels worden afgevoerd naar de suikerfabriek.
Het geoogste suikerriet wordt in een suikerfabriek verwerkt door het sap er uit te persen. Vervolgens wordt de suiker uitgekristalliseerd, waarna melasse (een dikke stroop) achterblijft, die nog een deel van de suiker bevat. De melasse wordt gebruikt voor het maken van rum. De overblijvende stengelresten (bagasse) worden gebruikt als grondstof voor papier of veevoer of als brandstof voor de opwekking van elektriciteit of stoom.

### Geschiedenis
Suikerriet kwam waarschijnlijk in Nieuw-Guinea en delen van Indonesië in het wild voor. De mensen kauwden daar op de stengels en dronken het zoete sap. Al in prehistorische tijden raakte het suikerriet bekend in India, waar men al lang voor het begin van onze jaartelling ontdekte dat men door het droogkoken van suikerrietsap een zoete, vaste stof kon bereiden die lang kon worden bewaard. Nearchos, een van de generaals van Alexander de Grote, leerde suiker omstreeks 300 v.Chr. in India kennen en beschreef suikerriet als "een riet dat honing produceert zonder bijen".
De Arabieren brachten de kennis van de verbouw van suikerriet en de bereiding van suiker in de middeleeuwen over naar het Middellandse Zeegebied. De naam "suiker" in de verschillende Europese talen is, via het Arabische "sukar", ontleend aan het Sanskriet woord "sjarkara".
In de 15e eeuw begonnen de Spanjaarden en Portugezen suiker te verbouwen op de kort tevoren gekoloniseerde Canarische Eilanden en Madeira. Van daaruit werd de suikerteelt in de 16e en 17e eeuw overgebracht naar het Caraïbische gebied en Brazilië, waar het zware werk op de suikerrietplantages en in de suikermolens verricht werd door uit Afrika gehaalde slaven.

#### Nederlands-Indië
De Nederlandse Vereenigde Oostindische Compagnie (VOC) begon al vrij snel na de oprichting met handel in suiker. In die tijd werd de Europese handel grotendeels beheerst door suiker uit het Caraïbische gebied, de Aziatische suiker was niet concurrerend. Poedersuiker bleek echter goed bruikbaar als ballast om de naar Japan zeilende VOC-schepen mee te trimmen, en bracht toch nog wat op. Aanvankelijk kwam deze suiker uit Bengalen, Nederlands-Formosa en Batavia. Na het verlies van Formosa werd Batavia belangrijker. De suikermolens waren er grotendeels in handen van Chinese inwoners. Na de grote moordpartij op de Chinezen te Batavia in 1740 stortte de suikerindustrie ter plaatse vrijwel in. Ze bloeide pas weer op na de napoleontische tijd, door de invoering van het verplichte cultuurstelsel in 1830. Na 1870 werd de suikercultuur in de kolonie Nederlands-Indië geleidelijk aan geprivatiseerd. Aan het eind van de 19e eeuw daalde de productie er tijdelijk sterk als gevolg van plantenziekten. Er werd veel geld geïnvesteerd in plantkundig onderzoek en proefstations. In de 20e eeuw was het eiland Java lange tijd de op een na grootste suikerproducent ter wereld, na Cuba.

#### Nieuwe Wereld
Suikerriet werd ooit veel verbouwd in het Caraïbische gebied. Op sommige eilanden is het nog steeds van belang. Toen de West-Europese landen hier hun koloniën uitbaatten, was suiker het belangrijkste product in de zogeheten driehoekshandel die bestond uit grondstoffen uit de Nieuwe Wereld, Europese producten en Afrikaanse slaven. Frankrijk beschouwde de eilanden waar suikerriet werd verbouwd als dermate waardevol, dat het Canada aan het eind van de Zevenjarige Oorlog bij de Britten inruilde om de eilanden terug te krijgen. De Nederlanders dachten er net zo over, en hielden vast aan de op de Britten veroverde kolonie Suriname, in plaats van te proberen Nieuw-Nederland (New York) terug te krijgen.
In de 20e eeuw produceerde Cuba rietsuiker tegen een door de Sovjet-Unie gegarandeerde prijs, en met een gegarandeerde afname. Na de ineenstorting van de Sovjet-Unie moest het grootste deel van de Cubaanse suikerindustrie worden gesloten. Suikerriet is nog steeds belangrijk voor de economie van Barbados, de Dominicaanse Republiek, Guadeloupe, Jamaica, Grenada en andere eilanden in het Caraïbische gebied, maar leunt deels op een Europese voorkeursbehandeling.

### Productiecijfers
Suikerriet wordt in meer dan 100 landen verbouwd. Wereldwijd beslaat het suikerriet areaal zo'n 130.000 km². De twintig belangrijkste producenten oogstten in 2003 1.220 miljoen ton, 2004: 1.206 en in 2005 1.169 miljoen ton rietsuiker, dat is meer dan zes keer de hoeveelheid suikerbieten. De grootste producenten zijn Brazilië, India, en China.

#### Brazilië
Brazilië is de grootste producent van suikerriet ter wereld. In 2009 was de bijdrage van de Braziliaanse suikerindustrie, zowel suiker als ethanol, zo'n 2% aan het nationale bnp. In de sector werkten circa 4,5 miljoen mensen. De suikerriet productie is geconcentreerd in de centraal zuidelijke staten zoals São Paulo en Mato Grosso do Sul. Hier wordt circa 90% van de Braziliaanse productie gerealiseerd. In Mato Grosso en in het uiterste oosten van Brazilië is de suikerriet productie in opkomst. In totaal is 8,5 miljoen hectare met suikerriet beplant, wat 2,5% van het beschikbare landbouwareaal in het land is.
In de centraal zuidelijke staten kan tussen maart en december geoogst worden. In het uiterste oosten ligt de oogstperiode tussen augustus en maart waardoor in Brazilië het hele jaar geoogst kan worden. Vanwege de goede klimatische omstandigheden en grondkwaliteit kan een plant vijf à zes keer geoogst worden alvorens zij opnieuw moet worden aangeplant. De suikerproductie per plant per jaar neemt wel af na elke oogst. Per hectare wordt ongeveer 75 ton suikerriet gehaald, dit varieert met de weersomstandigheden, en dit correspondeert met circa 10 à 11 ton suiker. Van de totale kosten van suiker is het aandeel van het suikerriet circa 65%, de overige 35% zijn gerelateerd aan de verwerking, opslag en transport.
In Brazilië werd in het oogstjaar 2011/12 circa 560 miljoen ton suikerriet van het land gehaald. De suikerproductie was bijna 36 miljoen ton, waarvan twee derde werd geëxporteerd. Veel suiker wordt ook gebruikt voor de productie van biobrandstof; Brazilië was na de Verenigde Staten de grootste producent. De productie was 22,6 miljard liter ethanol, ongeveer de helft van de 53 miljard liter die de VS produceerde. In Brazilië is suiker de grondstof, terwijl in Amerika vooral mais wordt gebruikt.
Het suikerriet wordt zowel voor de suikerproductie gebruikt als om er alcohol uit te winnen voor het produceren van een mengsel van benzine en alcohol. Ook kan er biodiesel mee worden gemaakt. Brazilië is al ver gevorderd in de productie en het gebruik van bio-ethanol en duizenden pompstations leveren het. Veel voertuigen zijn er geschikt voor de brandstof, in 2023 reed 85% van de verkochte nieuwe auto's op alcohol.

## Wereldwijde productie
| Topproducenten van suikerriet 2018 | Topproducenten van suikerriet 2018 |
| Land                               | Productie (ton)                    |
| ---------------------------------- | ---------------------------------- |
| Brazilië                           | 746.828.157                        |
| India                              | 376.900.000                        |
| China                              | 108.097.100                        |
| Thailand                           | 104.360.867                        |
| Pakistan                           | 67.173.975                         |
| Mexico                             | 56.841.523                         |
| Colombia                           | 36.276.860                         |
| Guatemala                          | 35.568.207                         |
| Australië                          | 33.506.830                         |
| Verenigde Staten                   | 31.335.984                         |
| Filipijnen                         | 24.730.820                         |
| Indonesië                          | 21.744.000                         |
| Cuba                               | 19.648.340                         |
| Zuid-Afrika                        | 19.301.688                         |
| Argentinië                         | 19.039.561                         |